# Шелдон Купер
Доктор Шелдон Лі Купер — один з головних героїв телесеріалу «Теорія великого вибуху» та головний герой ситкому «Юність Шелдона», що є приквелом до «Теорії великого вибуху», вигаданий персонаж.
Роль Шелдона Купера виконує американський актор Джим Парсонс, що отримав за неї премії «Еммі» (2010, 2011, 2013, 2014) та «Золотий глобус» (2011) як найкращий актор комедійного серіалу.
За сценарієм цей персонаж займається теоретичною фізикою в Каліфорнійському технічному інституті і живе в одній квартирі з колегою Леонардом Гофстедтером (Джонні Галецкі) і на одному майданчику з Пенні (Кейлі Куоко).

## Особистість
Особистість Шелдона настільки незвичайна, що він став одним з найпопулярніших і незвичайних телевізійних персонажів. Геніальний вчений, з ранніх років поглинений заняттям фізикою, у своєму розвитку він не отримав достатніх соціальних навичок. Розважливий і цинічний, Шелдон має дискретне (дигітальне) мислення, практично позбавлений чуйності, співпереживання і ряду інших важливих емоцій, що, поряд з гіпертрофованою зарозумілістю, викликає значну частину смішних ситуацій серіалу. Деякі оглядачі вважають, що він може страждати на Синдром Аспергера із супутнім обсесивно-компульсивним розладом. Сам же Шелдон часто повторює, що мама в дитинстві тестувала його у психіатра, і той не виявив яких-небудь відхилень.
IQ Шелдона — 187, і він має феноменальну ейдетичну пам'ять: запам'ятовує все підряд. У нього великий запас знань про безліч речей, як показують його часом анекдотичні коментарі (наприклад, про користування виделкою в Таїланді). Незважаючи на свій розум, Шелдон, як правило, поводиться невміло при контакті з іншими людьми.
Через його постійні зауваження і надто пряме слідування логіці, у нього склалися непрості стосунки з друзями, особливо з Пенні. Категорично не розуміє сарказму свого сусіда Леонарда, а також душевних переживань Пенні. У другому і третьому сезонах безуспішно намагався зрозуміти концепцію сарказму, невміло використовуючи його на собі і Пенні. Шелдон іноді використовує сленг, але часто невдало. Його коронною фразою є «Бугага» (в оригіналі — «!Bazinga»). Почувається ніяково, коли потрібно когось обійняти.
У Шелдона присутні деякі «дитячі» якості. Він, здавалося б, не розуміє цього і вважає це способом досягнення своєї мети. Наприклад, це проявляється в назві команди Каліфорнійського Університету з боулінгу, або при прийнятті рішення їхати на виступ Нобелівського лауреата Джорджа Смута в Сан-Франциско потягом (пояснюючи це своєю любов'ю до потягів) або в тому, що його мама (або Пенні) повинні заспівати йому пісню «М'яке Пухнасте Кошеня» («Soft Kitty»), потираючи груди, коли він хворіє. Не може зберігати таємниці та не терпить сварок у своїй присутності. У Шелдона немає водійських прав (хоча одного разу він намагався їх отримати за допомогою Пенні), тому друзі змушені скрізь його підвозити.
Як і його друзі-вчені, Шелдон любить комікси, відеоігри та наукову фантастику. Він прихильник серіалів «Зоряний крейсер «Галактика»», «Доктор Хто», «Зоряна брама», Зоряні війни, «Зоряний Шлях», але ненавидить «Вавилон-5». Найбільше Шелдон любить франшизу «Зоряний Шлях» і особливо Спока. Коли Пенні подарувала йому на Різдво серветку, якою Леонард Німой (актор, що грав Спока) користувався в ресторані, Шелдона переповнили емоції, що тепер у нього є ДНК свого ідола і він зможе його клонувати. Однак Леонард Німой і Стен Лі висували судові позови проти Шелдона. Іншими його улюбленими персонажами є Флеш та Бетмен. По середах Шелдон грає в "Halo», у вихідний в пейнтбол з друзями, а щосуботи відвідує пральню. Крім того, він не соромиться зізнатися в ексцентричності своїх інтересів (наприклад, в любові до гри «Клінгонський боггл»).
Шелдон не любить алкоголь, кофеїн і деякі інші речовини. Одного разу, випивши невелику кількість алкоголю, він шумно себе поводив і непристойно жартував, а невелика кількість кави зробила його гіперактивним в одному і непродуктивним в іншому.
Шелдон носить футболки із зображеннями персонажів коміксів всесвіту Марвел та DC Comics, серед яких Флеш, Аквамен, Супермен, Зелений Ліхтар. Зазвичай під футболкою він носить сорочку з довгим рукавом, а також короткі штани. Шелдон високий і худий, тому Пенні називає його Богомол, а Радж, натякаючи на персонажа C-3PO з Зоряних Війн, називає його «блискучий Шелдон».
Шелдон дотримується суворого режиму харчування: їсть певні продукти в певні дні (наприклад, «вечір піци», «вечір тайської їжі»), і його їжа має специфічні особливості, наприклад, певний вид гірчиці, нарізані броколі замість тертих, визначений порядок інгредієнтів в сендвічі і т. д.

### Біографія
З першого сезону відомо, що Шелдон має 2 ступені доктора філософії і ступінь магістра фізики. Протягом серіалу згадується про минуле Шелдона, а його рання життя ілюструється, як розвиток вельми обдарованої дитини.
Народився в Галвестоні, штат Техас. Шелдон був вундеркіндом з ейдетичною пам'яттю. Коли він був дитиною, він побудував погано працюючий КПП сканер, який спалив Сніжка — морську свинку його сестри, а його самого відправили до лікарні з радіаційними опіками. Пізніше Шелдон побудував збройного робота за допомогою інтегральних схем, зроблених з духовки його сестри.
Шелдон вступив в Техаський університет в Остіні, коли йому було всього 11 років, відразу після закінчення п'ятого класу, він закінчив коледж з відзнакою у віці 14 років.
Коли Шелдону було 12 років, він хотів отримати в подарунок титанову центрифугу для поділу радіоізотопів. За словами його матері, він також побудував ядерний реактор в 13 років, з метою забезпечити безкоштовною електроенергією своє місто, проте змушений був припинити після того, як федеральний агент повідомив йому, що зберігати жовтий уран в сараї незаконно. У віці 14 років він пробував себе в побудові лазеру (це в кінцевому підсумку принесло плоди, і його послали в школу-інтернат), а також почав писати докторську дисертацію, був наймолодшим лауреатом премії Стівенсона у віці «чотирнадцяти з половиною років».
Шелдон працював запрошеним професором в Astronomisches Rechen-Institut (Гайдельберг, Німеччина) в 15 років, і отримав свою першу ступінь кандидата наук в 16. Потім він провів чотири роки в роботі над своєю другою дисертацією.

### Характер
Шелдон має низку якостей, які зазвичай проявляються у людей, що мають розлади аутистичного спектру, такі як слабка соціальна активність, відсутність емпатії ананкастний розлад особистості, і багато інших рис, які роблять його одним із найбільш ексцентричних і химерних персонажів у серіалі.
Його риси включають в себе:
- Ананкастний розлад особистості. Шелдону притаманне суворе дотримання чіткого розпорядку своєї діяльності: наприклад, здійснювати конкретні обов'язки у визначені дні тижня, ходити в туалет у певний час щоранку, їсти конкретні продукти харчування в певні дні, будучи не в змозі узгодити зміни, замовлення продуктів, прання білизни в певний день і час, або стукіт у двері певну кількість разів (часто 3), з повторенням імені людини. Він також повинен сидіти на визначеному місці на дивані, стає дратівливим, якщо хтось сидить там.
- Самозакоханість. Шелдон часто відчуває потребу в захопленні з приводу своєї персони або, приміром, своєї появи. Шелдон постійно вказує на свою перевагу серед своїх друзів, особливо на свій IQ.
- Мізофобія. Турбується, коли хтось торкається його їжі або його самого, миє руки так часто, як тільки може, і приймає душ двічі на день[14].
- Іпохондрія. Шелдон часто турбується про те, що може захворіти. Боявся заразитися грипом від Пенні[23]. Іншим разом він хотів отримати повне медичне обстеження від подруги Леонарда, доктора Стефані Барнетт, щоб виявити причину шуму у вухах[25].
- Нездатність брехати. Коли Шелдон є співучасником брехні, він намагається докласти всіх зусиль, щоб його брехня здавалася правдоподібною, і часто доводить це до перебільшення[26]. Не може зберігати секрети, тому що тоді у нього починається нервовий тик[27].
- Нездатність сидіти в різних місцях. Шелдон відмовляється сидіти будь-небудь, окрім свого власного місця на дивані у своїй квартирі, яку він вважає «єдиною точкою сталості в мінливому світі» і «особливим місцем у просторі, навколо якого обертається весь Всесвіт»[28][29]. Він регулярно дорікає Пенні та іншим людям, які сидять на його місці. Однак він може адаптуватися до сидіння ще де-небудь, наприклад, на підходящої за щільністю подушці і з певною дисперсією світла, якщо він має можливість перевірити їх[30].
- Нетерпимість людей у своїй спальні. Одного разу він нервував, коли Пенні увійшла до його кімнати посеред ночі[31]. Іншим разом Шелдон неохоче пустив Пенні в свою спальню, щоб вона взяла ключ від столу для передачі йому USB флеш-накопичувача постійно нагадуючи їй, що це далеко не постійний сервітут, а одноразовий дозвіл[32].
- Боязнь сцени. Хоча Шелдон може абсолютно спокійно говорити з невеликими групами, спілкуватися з натовпом він не може. За його словами, натовпом вважається кількість людей, здатних розтоптати його (36 дорослих або 70 дітей).[21]

Також у Шелдона є система «страйків», якщо хтось порушує поставлені їм правила. Якщо одна людина отримує три «страйки», він дає йому вибір: або попросити вибачення, або ходити на його лекції. Через вищезазначені характеристики друзі вважають Шелдона «божевільним», хоча сам Шелдон заявив, що його власна мати проводила з ним психологічні тести, коли він був маленьким.
Незважаючи на свою дивну поведінку, Шелдон показує себе і з доброго та співчутливого боку. Коли Пенні бідувала, Шелдон позичив їй чималу суму зі своїх заощаджень, не піклуючись про своєчасне повернення боргу, що було описано Леонардом як «одне з небагатьох його дивацтв, за які ти не хочеш вбити його». Крім того, коли Шелдон випадково забув свої ключі від квартири, Пенні дозволила йому залишитися ночувати на своєму місці і, незважаючи на роздратування Пенні, Шелдон щиро подякував їй за це. Коли Пенні виявила бажання подарувати Шелдону різдвяний подарунок, він був надзвичайно стривожений, бо не знав, яким він буде, і не хотів відповісти подарунком меншого розміру чи вартості. Він купив кілька подарункових кошиків з косметикою (щоб вибрати той, що відповідає за розміром подарунку Пенні), але як тільки дізнався, що вона подарувала йому серветку з автографом Леонарда Німоя (якою він до того ж витер рот, залишивши свій ДНК, з якого можна було вивести клона знаменитого актора), він подарував їй відразу всі кошики і обійняв (він вперше показав хоч якусь фізичну близькість з ким-небудь).

### Синдром Аспергера
Деякі глядачі помітили, що поведінка Шелдона багато в чому подібна з Синдромом Аспергера. Проте автори серіалу заявили, що при створенні образу не використовували цей синдром як основу для характеру Шелдона Купера. Співавтор серіалу Білл Преді сказав: «Ми створюємо характер персонажа для багатьох людей, і кожен бачить в ньому різні речі і робить свої висновки.» В інтерв'ю виконавець ролі Джим Парсонс погодився з творцями і додав, що, на його думку, «у Шелдона не так багато рис, притаманних синдрому Аспергера». Парсонс читав мемуари Джона Елдера Робісон «Подивися мені в очі» про життя із синдромом Аспергера, і сказав: «Велика частина того, що я прочитав в цій книзі, не порушена в особистості Шелдона».

### Настрій
Настрій Шелдона можна дізнатися за кольором футболки. Шелдон носить футболки з коміксами «Зелений ліхтар». Він фанат цих персонажів від DC Comics. У нього є кільце сили і ліхтар (все зелене). За хорошого (звичайного) настрою його майка зеленого кольору з логотипом Корпуса Зелених Ліхтарів, а при поганому він одягає футболку червоного кольору із символом Корпуса Червоних Ліхтарів. Одного разу він надів фіолетову майку Зоряних Сапфірів.
В сьомій серії другого сезону, коли Пенні отримала третій страйк, і вивела Шелдона із себе, він надів синю майку з чорним логотипом Супермена і відключив їй Wi-Fi і пізніше в результаті спроби Говарда «обійти його волю» усім видав ще по страйку. Пізніше Леонард розповів Пенні про «Криптон» Шелдона, і надлюдину вгамували.

## Сім'я
Сім'я Шелдона дуже відрізняється від нього — в його сім'ї немає ні вчених, ні інтелектуалів.
Мати Шелдона, Марія, є дуже побожною прихильницею навчання Євангельських християн, і її духовні переконання часто вступають у конфлікт з науковою роботою Шелдона. Тим не менш, Марія постає у світлі дуже гарної матері, виключаючи те, що вона зовсім не в змозі контролювати Шелдона. Леонард описав Марію як «криптоніт для Шелдона». Її християнські переконання сильно різняться з переконаннями Шелдона. Коли він намагався боротися з відсутністю Емі Фарри Фаулер, завівши кілька десятків кішок з іменами відомих учених, Леонард викликав Марію, щоб вона поговорила з Шелдоном. Марія зустрілася з Емі і вмовила її помиритися з Шелдоном, а тому сказала, що рада припиненнюя їхніх стосунків. Шелдон зрозумів, що вона маніпулювала ним, щоб відновити їх відносини з «дівчиною, другом, але не його дівчиною», що схвалила Емі. Марія потім сказала, що неважливо, наскільки розумний чоловік, вона з тих жінок, хто говорить тобі те, що робити не потрібно, і ти робиш рівно навпаки.
У Шелдона є сестра-близнюк Міссі. Висока, приваблива, вона відразу ж захопила увагу Леонарда, Говарда і Раджа, які весь час намагалися запросити її на побачення. Шелдон вважав, що в ДНК Міссі знаходиться потенціал для іншої «вищої мутації», ніж у нього, але вважає, що його друзі не підходять на роль бойфрендів його сестри. Шелдон образився, коли дізнався, що Міссі в розмовах зі своїми друзями називає його «космічний спеціаліст»;
Старший брат Шелдона, Джордж-молодший, також згадується в серіалі. Брат часто ставив Шелдону прочухана в дитинстві, і мати характеризує його як «тупий, як суп».
Батько Шелдона, Джордж, помер ще до подій, що відбувалися в серіалі, і часто згадується, як «техаський невіглас». Коли помер містер Купер і якою смертю — не згадується, але під час одного з приїздів Міссі вона привозить йому документи на майно їхнього батька. Шелдон згадує, як батько змушував його дивитися футбол, незважаючи на відсутність інтересу до спорту.
Незважаючи на відсутність емоційної прихильності до інших людей, Шелдон дуже любить свою бабусю, яка називає його «Місячний пиріжок».

## Робота
Шелдон — фізик-теоретик, що має два ступені доктора наук і ступінь магістра. Він проводить дослідження теорії струн в Каліфорнійському технологічному інституті. Упродовж розвитку подій Шелдон перейшов від вивчення бозонів теорії струн до гетеротичної теорії струн.
З Раджем він працював над теорією струн під дією гамма-променів від анігіляції темної матерії і розглядав метод оптимізації 500 ГеВ детектора часток в цьому напрямку. Шелдон і Леонард спільно написали статтю, яка була представлена в Інституті експериментальної фізики. Він часто посвячує у свої творчі ідеї та теорії Леонарда, на превелике роздратування іншого, але не прислухається до нього щодо його (Леонарда) досліджень.
Як і Леонард, Шелдон тримає у вітальні магнітно-маркерні дошки для своїх наукових обчислень.
Коли Шелдон був одержимий вирішенням своєї проблеми в обчисленнях, він пішов працювати на нескладну фізичну роботу, щоб очистити свої розумові процеси, як свого часу робив Альберт Ейнштейн. До жаху Пенні, він прийшов працювати в її Чизкейк-Кафе, хоча не був співробітником.
Будучи фізиком-теоретиком, Шелдон виявляв презирство до механіки, називаючи інженерів «шляхетні напівкваліфіковані робочі» і «умпа-лумпа науки», посилаючись на фільм "Чарлі і шоколадна фабрика «. Крім того, він знущається над роботою Леонарда і своїх друзів в галузі експериментальної фізики, називаючи її банальною та простою.
Єдина людина на його роботі, яка видається для Шелдона інтелектуально рівною йому — це Леслі Вінкл, до якої він ставиться презирливо. Леслі, в свою чергу, часто кепкує над Шелдоном і його інтелектуальністю.

## Відносини
Перебуваючи серед друзів, Шелдон не показує ніякого інтересу у формуванні соціальних відносин будь-якого роду з ким-небудь і задоволений своїм нинішнім колом спілкування.
На думку деяких оглядачів, Шелдон представлений немов безстатевим. Співавтор серіалу Чак Лоррі сказав: «Одна з речей, які надають Шелдону унікальність — він не бере участь ні в яких видах відносин і не показує інтересу жодного типу — гетеросексуального, гомосексуального, бісексуальної, будь-якої секс активності».
Пенні одного разу запитала Шелдона, чи робив він «це», маючи на увазі його сексуальні відносини. Леонард відповів, що у них з Говардом є припущення, що Шелдону не потрібен секс, а розмножується він за допомогою мітозу.
Але деякі критики не згодні з такою інтерпретацією. Джон Вайсман з Los Angeles Times пише, що «знайдеться жінка, що зможе витягнути Шелдона зі своєї оболонки». В інтерв'ю Джим Парсонс каже, що його персонаж в кінцевому підсумку швидше за все зав'яже романтичні стосунки.
Незважаючи на відсутність у Шелдона інтересу романтичного чи сексуального характеру, йому якимось чином вдалося привернути увагу щонайменше трьох жінок і одного чоловіка. Він, однак, щоразу абсолютно не розумів ситуацію.
Шелдон ненавмисно зав'язав «стосунки» з Рамоною Новіцкі, аспіранткою, яка вважала його своїм «героєм для поклоніння». Після його лекції, Рамона організувала вечерю в квартирі Шелдона і згодом продовжувала там бувати протягом декількох днів, чинячи тиск на нього, щоб він ні на що не відволікався і зосередився на своїх дослідженнях. Шелдон зрештою втомився від неї і звернувся за допомогою до Пенні, щоб вона допомогла йому закінчити «відносини».
Шелдон мав дружбу з матір'ю Леонарда, доктором Беверлі Хофстедтер (Крістін Баранскі). Подібність їх особистостей дозволила їм спілкуватися на рівні, достатньо високому для Шелдона. Після їхньої першої зустрічі вони підтримували зв'язок через електронну пошту, обмінювалися інформацією та науково-дослідними роботами. Коли вона приїжджає, щоб повідомити Леонарду, що розлучається з його батьком, Пенні веде її в бар, де вони напиваються. Беверлі цілує Шелдона в пориві пристрасті, але відкидає варіанти їх подальшої фізичної близькості.
В кінці третього сезону Говард і Радж сперечаються з Шелдоном, і реєструють його на сайті знайомств, де знаходять Емі Фарра Фаулер, «жіночу версію Шелдона». Вона, в свою чергу, дала обіцянку матері ходити на побачення раз на рік, таким чином зустрівшись з Шелдоном. Їхні стосунки тривають і в четвертому сезон серіалу. У його першій серії Шелдон каже, що вони все літо спілкувалися тільки за допомогою інтернету і що вони планують завести дитину без шлюбу і без статевого акту. Рішення завести дитину штучним способом спонукало Пенні пригрозити йому, що вона подзвонить його матері, яка, через свої релігійні погляди, ґарантовано буде проти дитини, що народилася від не зареєстрованих у шлюбі батьків. Незважаючи на сумісність Шелдона та Емі і співчуття один до одного, Шелдон часто вказує що вони не в романтичних стосунках, говорячи про Емі: «Вона дівчина, вона друг, але не моя дівчина!» (She is a girl, she is a friend, but she is not a girlfriend). Друзі називають їх одним словом — Шемі, від злиття імен Шелдон і Емі (маючи на увазі так само англійське shame- «сором, ганьба»).

### Друзі
Шелдон може спілкуватися з обмеженою кількістю друзів, які входять в його коло спілкування.
Його найкращий друг — Леонард, є в той же час і його сусідом по квартирі. Шелдон склав «Сусідське угоду», куди включив правила обов'язкові до виконання під час спільного проживання. Попри те, що Шелдон постійно робить зауваження Леонарду, він цінує дружбу з ним. Творець серіалу Білл Прадо каже, що «той факт, що Шелдон вважає Леонарда своїм найкращим другом, нагадує нам про істотні людські якості Шелдона».
Шелдон одного разу намагався прибрати Раджа зі свого кола друзів, замінивши його на Баррі Крипкая, хоча насправді причина була в тому, що Радж невірно відповів на запитання в його анкеті. Він любить Раджа через його етнічну приналежність, кажучи що він «вносить різноманітність» в їхню соціальну групу, а також тому, що Радж, так само як і Шелдон, любить мавп і поїзди. Він вважає Раджа хорошим другом і часто надавав йому допомогу, наприклад, дав йому роботу під своїм керівництвом.
Шелдон часто висміює Говарда, бо той не має докторського ступеня. В одному з епізодів він назвав Говарда «цінним знайомим».. Тим не менш, він часто допомагав йому в роботі і був незадоволений, коли Говард пропустив ніч гри в Halo, пішовши до Крісті, подруги Пенні. Одного разу Говард розлютився на Шелдона, коли той розповів агенту ФБР про провал Воловіца (зламав марсохід), що завадило йому отримати потрібний допуск. Говард відмовлявся приймати вибачення від Шелдона, поки той не вирішив віддати йому своє місце на дивані. Але просидівши 94 секунди на іншому місці, Шелдон зажадав його назад. Говарда часто турбує те, що Шелдон зневажливо висловлюється про їхню дружбу. У момент, коли Шелдон вирішував, кого виключити з кола друзів, він сказав Говарду, що він не кандидат, попри те, що «недоступний для гри в Halo під час єврейських осінніх свят». Тим не менш, фраза «цінний знайомий» його явно засмутила, у той час як Радж, Леонард і Пенні вважалися друзями.

### Відносини з Пенні
Попри те, що Пенні не вчений, не поділяє інтересів його і його друзів (Парсонс описав їх як «полярні протилежності») і постійно свариться з ним у першому сезоні, вони стали близькими друзями через проведений час наодинці один з одним. Наприклад, Пенні дбала про Шелдона під час його хвороби; запрошувала до себе, коли він забув ключі від своєї квартири, у той час, коли його друзі були в Лас-Вегасі.
Шелдон відповідав тим же, коли у неї було вивихнуте плече. У всіх цих випадках сюжетна лінія закінчується, коли один з них співає «Soft Kitty» — пісню, яку співала Шелдону його мама під час його хвороби. Крім того, коли Пенні і Леонард розлучилися, він як і раніше вважає Пенні другом і приймає від неї запрошення на вечерю, але приховує це від Леонарда, бо Говард назвав таку поведінку неправильною. Відносини між Шелдоном і Пенні отримали високу оцінку критиків. Джеймс Чемберлін з IGN пише: «Кейлі Куоко та Джим Парсонс чудові актори самі по собі, але коли разом узяті вони дійсно блискучі». Чак Лорр заявив, що Шелдон і Пенні є «зразком природного комічного дуету». Деякі фанати підтримують ідею про існування романтичних відносини між Шелдоном і Пенні. Лоррі, однак, проти цього, кажучи: «Ми дбали про створення персонажа, який вибрав для себе унікальний спосіб життя, і я не бачу жодних причин для його зміни». Кейлі Куоко сказала, що якщо вони постаріють «Пенні вб'є Шелдона».

## Створення та кастинг
Характер Шелдона був заснований на образі програміста, друга Білла Преді, Шелдона Леонарда, на честь якого і отримали імена головні герої. Чак Лоррі відразу затвердив Джонні Галецкі на роль Шелдона, але Галецкі думав, що він краще підійде під характер Леонарда. Лоррі сказав Джиму Парсонсу, коли той пробувався на роль, що він «разюче гарний», і погодився віддати йому роль Шелдона Купера.

## Відгуки
За роль Шелдона Джим Парсонс одержав похвалу від критиків, і це часто наводиться як основна причина успіху серіалу. Джеймс Чемберлін з IGN пише: "Важко уявити, що з " Теорією Великого Вибуху "було б, якби не Джим Парсонс, " великий Шелдон Купер "". Метт Рош з TV Guide заявив, що «У Джима Парсонса є іскра Божественного натхнення». Кен Такер з Entertainment Weekly пише, що «Парсонс робить те, що рідко зустрічається в телевізійних шоу: створює інтелектуальне захоплення, навіть героїчне».
16 липня 2009 Джим Парсонс був номінований на премію Еммі в категорії «Найкращий актор комедійного серіалу» за роль Шелдона. Він був номінований знову 8 липня 2010 року, і переміг у тій же номінації. У серпні 2009 року Парсонс одержав від Асоціації телевізійних критиків нагороду за високі індивідуальні досягнення в комедійному кіно. Він також був номінований на приз глядацьких симпатій премії Вибір народу та на премію Satellite Award за найкращу чоловічу роль у комедії або мюзиклі. 16 січня 2011 Джим Парсонс одержав Золотий Глобус в номінації найкращий актор комедійного серіалу, нагороду йому вручила його колега по знімальному майданчику Кейлі Куоко, яка виконала роль Пенні.

## Цікаві факти
- Головні герої серіалу названі іменами Шелдон і Леонард на честь знаменитого актора і телепродюсера Шелдона Леонарда[en].
- Прізвище Шелдона збігається з прізвищем відомого американського фізика Леона Ніла Купера, лауреата Нобелівської премії з фізики 1972, за створення мікроскопічної теорії надпровідності спільно з Джоном Бардіним та Джоном Шріффером.
- Багато глядачів відзначають схожу на синдром Аспергера поведінка Шелдона. Актор Джим Парсонс (виконавець ролі Шелдона) на початку зйомок поставив авторам серіалу питання «чи заснований характер Шелдона на синдромі Аспергера?», І вони відповіли «ні».
- Шелдон часто з'являється в майках з малюнками у вигляді різних телевізійних настроювальних таблиць, а також портретів героїв різних коміксів.
- У 8 серії 3-го сезону стає відомо друге ім'я Шелдона — «Лі», у відповідь на прохання Пенні довезти її до лікарні, вигукує: «Добре, і нехай потім не кажуть, що Шелдон Лі Купер залишає даму в біді!»
- В одному з епізодів 4-го сезону[79] Доктор Шелдон Купер озвучує свої наукові ступені: «I'm dr. Sheldon Cooper, BS, MS, MA, PhD, and ScD». Що означає BS — англ. Bachelor of Science, MS — англ. Master of Science, MA — англ. Master of Arts, PhD — Doctor of Philosophy (Доктор філософії), і ScD — лат. Scientiae Doctor, тобто Doctor of Science[en] — Доктор наук. Своє представлення він закінчує жартом-абревіатурою — «Omg, right?»[80]